# Бородастик малабарський
Бородастик малабарський (Psilopogon rubricapillus) — вид дятлоподібних птахів родини бородастикових (Megalaimidae).

## Поширення
Ендемік Шрі-Ланки. Мешкає в тропічних вологих низинних лісах на висотах до 1300 м над рівнем моря.

## Опис
Дрібний птах, завдовжки 16-17 см, вагою 32—39 г. Основне оперення зелене. Птах має червоний лоб, золотисту кольорову область над і під оком і чорну смугу, яка проходить через очі. Лицьова маска облямована чорною зовнішньою смужкою, за якою знаходиться ділянка синього кольору, що з'єднується із синім кольором щік. Горло золотисто-помаранчевого кольору, а у верхній частині грудей також є ділянка помаранчево-червоного кольору.

## Спосіб життя
Птах трапляється парами або невеликими сімейними групами. Вночі відпочиває у дуплі, яке сам видовбує у дереві. Під час гніздування це дупло він використовує для облаштування гнізда. Харчується ягодами, фруктами та членистоногими. Гніздовий сезон триває з грудня по вересень. У кладці 2-4 яєць. Інкубаційний період триває 14 днів. Насиджують та годують пташенят обидва батьки.